# Camille (film fra 1915)
|  | For andre betydninger, se Camille |
Camille er en amerikansk stumfilm fra 1915 af Albert Capellani.
Filmen er baseret på Alexandre Dumas den yngres roman fra 1848 Kameliadamen.

## Medvirkende
- Clara Kimball Young som Marguerite Gautier
- Paul Capellani som Armand Duval
- Lillian Cook som Cecile
- Robert W. Cummings som Monsieur Duval
- Dan Baker som Joseph